# Агишева, Мариям
Мариям Агишева (настоящее имя Мелан Шварц; 22 декабря 1958 года в Ханчжоу, Китай) — немецкая актриса австрийского происхождения.

## Жизнь
Дочь татарки и австрийского дипломата родилась в Китае в 1958 году и переехала в ГДР, когда ей было два года. Юность провела в Восточном Берлине, где её отец Эрнст Шварц возглавил кафедру синологии в Университете Гумбольдта в Берлине. В 16-летнем возрасте в 1975 году проходила кастинг на киностудии DEFA у режиссёра Вольфганга Хюбнера на главную роль в фильме «Братья и сёстры», в котором в результате сыграла.
Позже Агишева училась в драматической школе Эрнста Буша в Берлине. В 1980 году была удостоена кинопремии молодёжного журнала «Новая жизнь» за главную роль в фильме «Марта, Марта» и признана самой популярной актрисой ГДР. Агишева сыграла в 30 фильмах ГДР, таких как «Лейтенант Йорк фон Вартенбург» (1981), а также в сериалах «Семья Нойман» (1984), «Место встречи — аэропорт» (1986), «Фронт без пощады».
В 1989 году, всего за несколько месяцев до падения Берлинской стены, она не вернулась в ГДР из разрешённой поездки в США с целью посещения родственников и переехала в Западный Берлин.
С тех пор Агишева снялась во многих фильмах и сериалах, таких как Закон Вольфа, Die Männer vom K3, Das Traumschiff, Tatort, Verschollen в Таиланде, Air Albatros и Matchball . Она также была популярна в ролях в сериале «Доктор Зоммерфельд — Новости Бюловбогена» (1998—2002) и Друзья на всю жизнь (1994—1996 и 1999). С 2008 по 2009 год она снималась в теленовелле ZDF «Пути к счастью». С 2015 года Мариям Агишева играет роль профессора доктора Карин Пацельт в сериале ARD «Со всей дружбой — Молодые врачи».
Кроме того, она также работает актрисой озвучивания и альтернативным практикующим психотерапевтом в Берлине.
От первого брака с Вольфгангом Хенчем у неё есть дочь по имени Оливия (р. 1987). Агишева замужем за Георгом Александром, бывшим руководителем отдела художественных фильмов ZDF, второй раз с 1995 года.

## Избранная фильмография
- 1975: Братья и сестры
- 1979: Марта, Марта
- 1981: Киппенберг (телефильм)
- 1981: Лейтенант Йорк фон Вартенбург
- 1981: Телефон полиции 110 — «Безвредное начало» (сериал)
- 1982: Врач в форме
- 1983: Телефон полиции 110 — «информация шрифтом Брайля»
- 1984: Фронт без пощады (сериал)
- 1984: Слово прокурору — Ты кто (сериал)
- 1984: Одноклассники (ТВ)
- 1984: Семья Нойманн (сериал)
- 1984: Телефон полиции 110 — На берегу озера
- 1985: Посторонний (телефильм)
- 1986: Место встречи — аэропорт (сериал)
- 1986: Рождественские рассказы (телефильм)
- 1986: Иоганн Штраус — Король без короны
- 1987: Слово предоставляется прокурору — Непорочное зачатие
- 1990: Flugstaffel Meinecke (сериал, 2 эпизода)
- 1991: Люди из K3 — Убийца в полнолуние (криминальный сериал)
- 1992: Großstadtrevier — от двери до двери (сериал)
- 1993: Новалис — Голубой цветок
- 1994: Матч-пойнт
- 1994—1996: Друзья на всю жизнь (сериал)
- 1995: Ах, ты счастливица (телефильм).
- 1995: Розамунда Пилчер — Облака на горизонте (телефильм)
- 1996: Место преступления — Путешествие к смерти
- 1998—2002: Др. Зоммерфельд — Новости из Бюловбогена (сериал)
- 1999: Далеко, так близко
- 2001: СОКО Китцбюэль — Клан (сериал)
- 2002: Лишний любовник — это ещё мало (телефильм)
- 2002: Место преступления — ответный матч (сериал)
- 2003: Во всей дружбе (сериал, эпизод пристрастия)
- 2004: Телефон полиции 110 — Фотография убийцы
- 2005: Корабль мечты — Ванкувер
- 2005: Бык из Тёльца: любовное горе
- 2006: Отель мечты — Индия
- 2006: Озеро грез (телефильм)
- 2006: Любовь в Кенигсберге (телефильм)
- 2006: Розамунда Пилчер — И вдруг это была любовь
- 2007: Во всей дружбе (сериал, серия To New Shores)
- 2008: Пастор Браун — Сады раввина (сериал)
- 2008—2009: Пути к счастью (сериал)
- 2009: Шторм любви (сериал)
- 2010: Инга Линдстрём: Мой ложный жених (телефильм)
- 2010: Место преступления — Проклятие мумии
- 2011: В реке жизни — (телефильм)
- 2012: Розамунда Пилчер — В середине жизни
- 2012: Во всей дружбе (сериал, серия трудные часы)
- 2013: Инга Линдстрем — Кто, если не ты
- 2014: Шмидт — Хаос по рецепту (сериал, сериал, любовь к третьим лицам)
- 2015: Во всей дружбе (сериал, серия Tanz auf dem Vulkan)
- с 2015: За дружбу — Молодые врачи
- 2016: Ex-Files (сериал, эпизод Разденьтесь!)
- 2018: Во всей дружбе (сериал, серия Герои и друзья)
- 2019: Во всей дружбе — Молодые врачи — Все в белом (телефильм)